# 小葉蟬亞科
小葉蟬亞科（學名：Typhlocybinae）是葉蟬科之下40多個亞科之一，亦是葉蟬科之下包含有的屬排行第二多的亞科；儘管研究員認為這個亞科很可能還有不少未被描述的屬，使之有可能成為排行第一多的亞科。截至現在，本亞科在全世界大約有超過6000個已描述的物種，分屬300個屬、5個族。
本亞科的多個物種均為農作物的主要害蟲，受其直接或間接影響的農作物計有：棉花、葡萄、茄子等 (Oman, 1949, Vidano, 1962, Nielson, 1968, Zhang, 1990, Qin and Zhang, 2008)。

## 分類

### 族
不同的昆蟲學家把本亞科劃分為四到十個族，當中以分為五族最廣為接受。以下列出這五族：
- Alebrini（英语：Alebrini）
- Dikraneurini（英语：Dikraneurini）
- 小绿叶蝉族 Empoascini
- 斑叶蝉族（英语：Erythroneurini） Erythroneurini（英语：Erythroneurini）
- Typhlocybini（英语：Typhlocybini）

### 部分的屬
- Alebra（英语：Alebra）
- Dikrella（英语：Dikrella）[4]
- Dziwneono（英语：Dziwneono）
- 小绿叶蝉属 Empoasca
- Erasmoneura（英语：Erasmoneura） Young, 1952[5]
- Eupteryx（英语：Eupteryx）
- 雅氏叶蝉属 Jacobiasca
- Sweta（英语：Sweta） Viraktamath & Dietrich, 2011[6]
- 小葉蟬屬（英语：Typhlocyba） Typhlocyba（英语：Typhlocyba）

## 圖庫

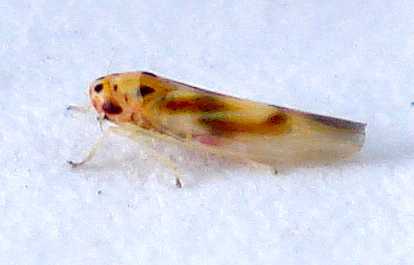
Arboridia ribauti
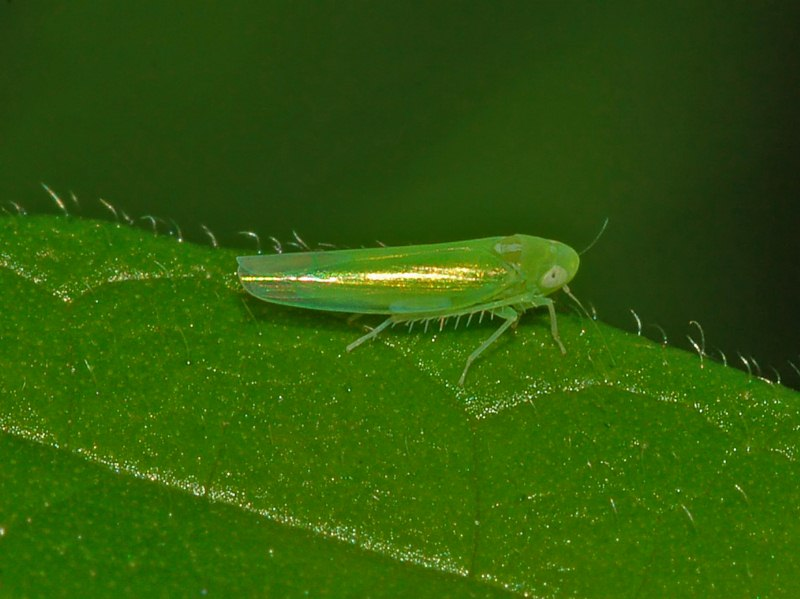
Empoasca decipiens（英语：Empoasca decipiens）
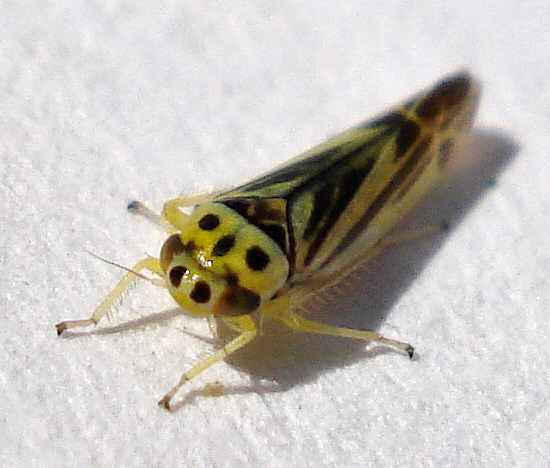
Eupterycyba jucunda
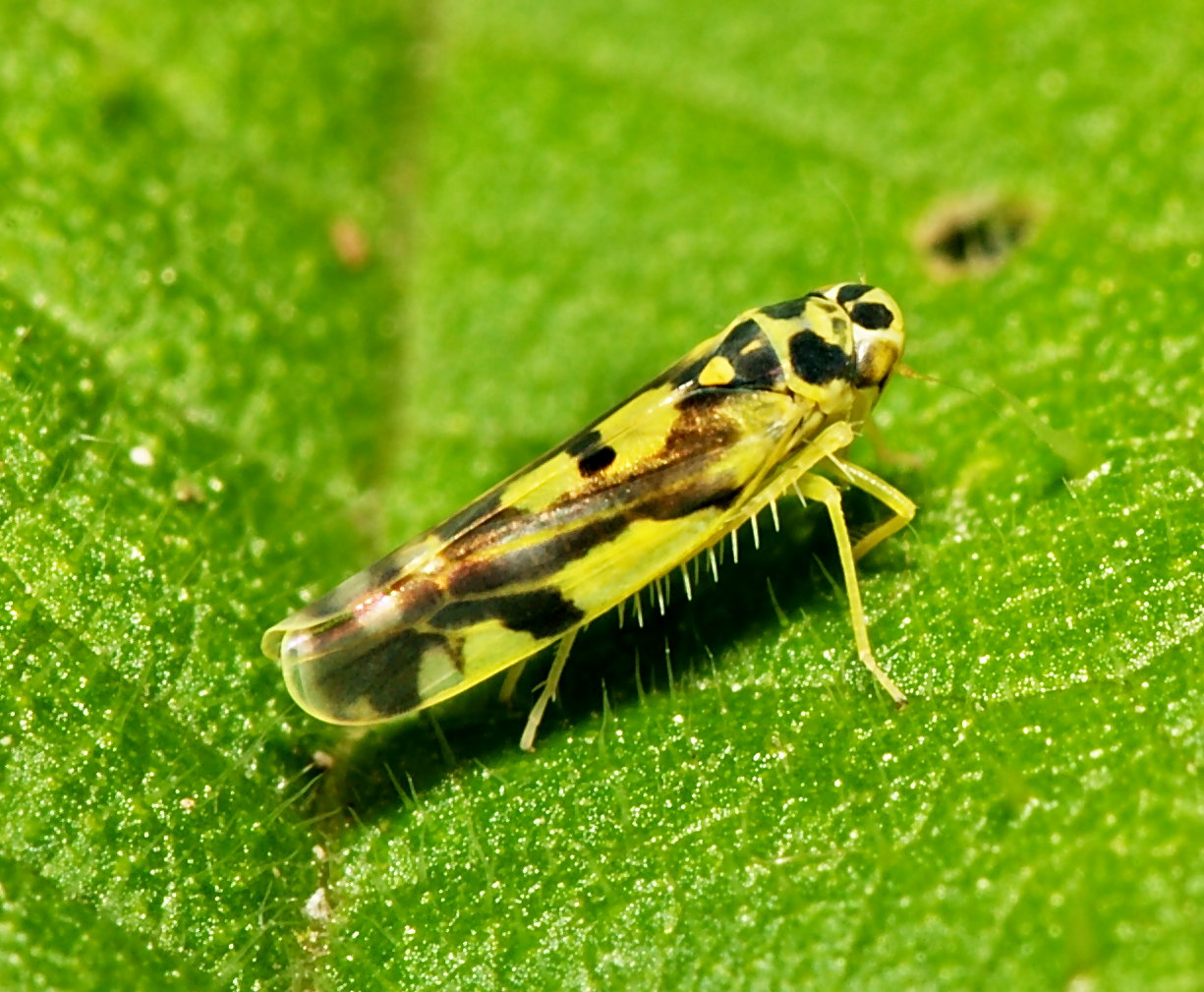
Eupteryx aurata

## 外部連結
- 維基物種上的相關：小葉蟬亞科